# Jeff Greenwood
Jeffrey John Greenwood (ur. 15 maja 1975 w Hartford) – amerykański snowboardzista, mistrz świata.

## Kariera
Po raz pierwszy na arenie międzynarodowej pojawił się 3 marca 1995 roku w Hidden Valley, gdzie w zawodach FIS Race zajął 22. miejsce w gigancie. W Pucharze Świata zadebiutował 21 listopada 1995 roku w Zell am See, gdzie zajął 17. miejsce w tej samej konkurencji. Tym samym już w swoim debiucie wywalczył pierwsze pucharowe punkty. Na podium zawodów tego cyklu pierwszy raz stanął 1 grudnia 1995 roku w Altenmarkt, wygrywając rywalizację w gigancie. W zawodach tych wyprzedził Austriaka Haralda Waldera i swego rodaka, Roba Berneya. Łącznie sześć razy stawał na podium zawodów PŚ, odnosząc jeszcze jedno zwycięstwo: 14 listopada 1997 roku w Tignes triumfował w gigancie. Najlepsze wyniki osiągnął w sezonie 1995/1996, kiedy to zajął 12. miejsce w klasyfikacji generalnej, w klasyfikacji giganta był siódmy.
Jego największym sukcesem jest złoty medal w slalomie gigancie wywalczony na mistrzostwach świata w Lienzu w 1996 roku. Pokonał tam kolejnego reprezentanta USA, Mike'a Jacoby'ego i Austriaka Helmuta Pramstallera. Był to jego jedyny medal wywalczony na międzynarodowej imprezie tej rangi. Zajął też między innymi ósme miejsce w gigancie podczas mistrzostw świata w San Candido rok później. Brał również udział w igrzyskach olimpijskich w Salt Lake City w 2002 roku, gdzie zajął 20. miejsce w gigancie równoległym.
W 2005 r. zakończył karierę.

## Osiągnięcia

### Igrzyska olimpijskie
| Miejsce | Dzień     | Rok  | Miejscowość    | Konkurencja       | Zwycięzca      |
| ------- | --------- | ---- | -------------- | ----------------- | -------------- |
| 20.     | 15 lutego | 2002 | Salt Lake City | Gigant równoległy | Philipp Schoch |

### Mistrzostwa świata
| Miejsce | Dzień       | Rok  | Miejscowość | Konkurencja | Zwycięzca |
| ------- | ----------- | ---- | ----------- | ----------- | --------- |
| 1.      | 27 stycznia | 1996 | Lienz       | Gigant      | -         |

### Puchar Świata

#### Miejsca w klasyfikacji generalnej
- sezon 1995/1996: 7.
- sezon 1996/1997: 13.
- sezon 1997/1998: 25.
- sezon 1998/1999: 22.
- sezon 1999/2000: 37.
- sezon 2000/2001: 18.
- sezon 2001/2002: 22.

#### Miejsca na podium
1. Tignes – 14 listopada 1997 (gigant) - 1. miejsce
2. Altenmarkt – 1 grudnia 1995 (gigant) - 1. miejsce
3. Yomase – 16 lutego 1996 (gigant) - 2. miejsce
4. Grächen – 10 stycznia 1999 (snowcross) - 3. miejsce
5. Mount Bachelor – 15 grudnia 1998 (supergigant) - 3. miejsce
6. Whistler – 12 grudnia 1996 (supergigant) - 3. miejsce